# Toi et moi
Toi et moi is een nummer van de singer-songwriter Guillaume Grand uit 2010. Het is de eerste single van zijn debuutalbum L'amour est laid.
"Toi et moi", een lieflijke ballad, gaat over het verlangen van de liedverteller om te ontsnappen aan de druk en beperkingen van het dagelijks leven, en een plek van rust en vrijheid te vinden met zijn geliefde. De liedverteller verlangt ernaar alleen te zijn met de geliefde, naar de zee te gaan, op het zand te liggen en de zilte lucht en zeegeluiden te voelen.
Het nummer werd een hit in Franstalig Europa en bereikte de 10e positie in Frankrijk.